# Hermiona (opera)
Hermiona (wł. Hermiona) – opera seria Gioacchina Rossiniego – azione tragica w dwóch aktach, do której libretto napisał Andrea Leone Tottola, jej premiera miała miejsce w Neapolu 27 marca 1819 roku.

## Historia
Cztery miesiące po premierze Ricciarda i Zoraidy, Rossini wystawił kolejną operę, tym razem sięgając do tematyki antycznej, po adaptację Andromachy Racine’a. Opera poniosła fiasko i została zdjęta zaraz po premierze. Na deski teatru powróciła dopiero w 1977 roku w Sienie i ponownie do Teatro San Carlo w 1988 roku, a także na Rossini Opera Festivalu w Pesaro w 1987 i 2008 roku. W Polsce została po raz pierwszy wystawiona w 2003 roku w Katowicach.

## Osoby i pierwsza obsada
| Rola                               | Głos        | Premiera 27 marca 1819 (Pierwsza obsada) |
| ---------------------------------- | ----------- | ---------------------------------------- |
| Hermiona                           | sopran      | Isabella Colbran                         |
| Andromacha, wdowa po Hektorze      | mezzosopran | Benedetta Rosmunda Pisaroni              |
| Pyrrus, król Epiru                 | tenor       | Andrea Nozzari                           |
| Orestes, ambasador królów greckich | tenor       | Giovanni David                           |
| Fenicio                            | bas         | Michele Benedetti                        |
| Pylades, przyjaciel Orestesa       | tenor       | Giuseppe Ciccimarra                      |
| Cleone                             | mezzosopran | Maria Manzi                              |
| Attalos                            | tenor       | Gaetano Chizzola                         |
| Cefisa                             | mezzosopran | de Bernardis                             |

## Treść

### Akt I
Ze zdobytej Troi Pyrrus przywozi do rodzinnego Epiru jeńców, wśród nich Andromachę wraz z synem Astianaksem. Zakochany w Andromasze Pyrrus zupełnie ignoruje tę, której przyrzekał miłość przed wyjazdem na wojnę. Zdradzona Hermiona cierpi z zazdrości, czasem czyniąc królowi gorzkie wyrzuty (Non prosequir). Tymczasem na dwór epirski przybywa ambasador królów greckich Orestes, rozpaczliwie zakochany w Hermionie, która oczekuje, że pomści jej zniewagę (Che sorda al mesto pianto – Ah, come nasconedere). Pyrrus przyjmuje poselstwo w towarzystwie Hermiony i Andromachy. Orestes żąda, w imieniu Greków, śmierci Astianaksa. Pyrrus odrzuca jednak to żądanie, gdyż dziecko jest mu potrzebne, jako środek nacisku na matkę (Balena in man del figlio). Hermiona odpycha zakochanego w niej Orestesa (duet: Amarti? ). Tymczasem Pyrrus ogłasza, że poślubi Hermionę, a Astianaksa wyda Grekom (finał: Alfin, l’Eroe da forte). W istocie jest to podstęp, który ma złamać opór Andromachy. Teraz ona błaga króla o czas do namysłu, ku rozpaczy Hermiony.

### Akt II
Andromacha zgadza się ulec woli Pyrrusa, by ocalić syna, postanawia jednak zadać sobie śmierć w noc poślubną (duet: Orubra del caro sposo). Zrozpaczona Hermiona posyła swą powiernicę Cleone do Pyrrusa, by mu przypomnieć dawne przysięgi (Di che vedesti piangere). Uroczystości weselne już się jednak rozpoczęły. Wobec tego Hermiona prosi Orestesa, by zabił Pyrrusa. Fenicio i Pylades przeklinają miłość, która wiedzie do zbrodni (duet: A così triste immagine). Zdjęta trwogą Hermiona czeka na powrót Orestesa (finał: Che feci? ). Gdy ten przynosi wieść o śmierci Pyrrusa, Hermiona przeklina go i wydaje Eryniom. Pylades ratuje przyjaciela z rąk Epirczyków, a Hermiona traci przytomność.

## O operze
Tragedia Racine’a, na której Andrea Tottola oparł libretto swą wysoką pozycję w literaturze zawdzięcza raczej mistrzostwu języka aniżeli walorom akcji, nad wyraz statycznej. Tottola, poeta skromnej miary, przejął z pierwowzoru jego wady, a zagubił zalety Racine'owskiego wiersza. Powstał utwór monotonny, oparty głównie na monologach i dialogach, z jedną dużą sceną zbiorową w finale I aktu (przybycie  Orestesa na dwór Pyrrusa. Muzyka Rossiniego jest niejednolita. Po interesującej, oryginalnej uwerturze, w której obok orkiestry udział bierze chór opłakujący upadek Troi, następuje konwencjonalny akt I. Na życzenie Davida, Rossini umieścił w roli Orestesa błyskotliwą kawatynę, którą śpiewak popisywał się później również w innych śpiewanych przez siebie operach. Swoje popisowe arie, nie zawsze pozostające w zgodzie z sytuacją sceniczną, otrzymali również Isabella Colbran, Rosamunda Pisaroni i Andrea Nozzari. Znacznie ciekawiej przedstawia się akt II, gdzie popis wokalny ustępuje miejsca ekspresji dramatycznej. Muzyka znakomicie buduje nastrój patosu i grozy, jednocześnie wnikliwie kreśląc portrety psychologiczne działających na scenie postaci.